# Catherine Tate

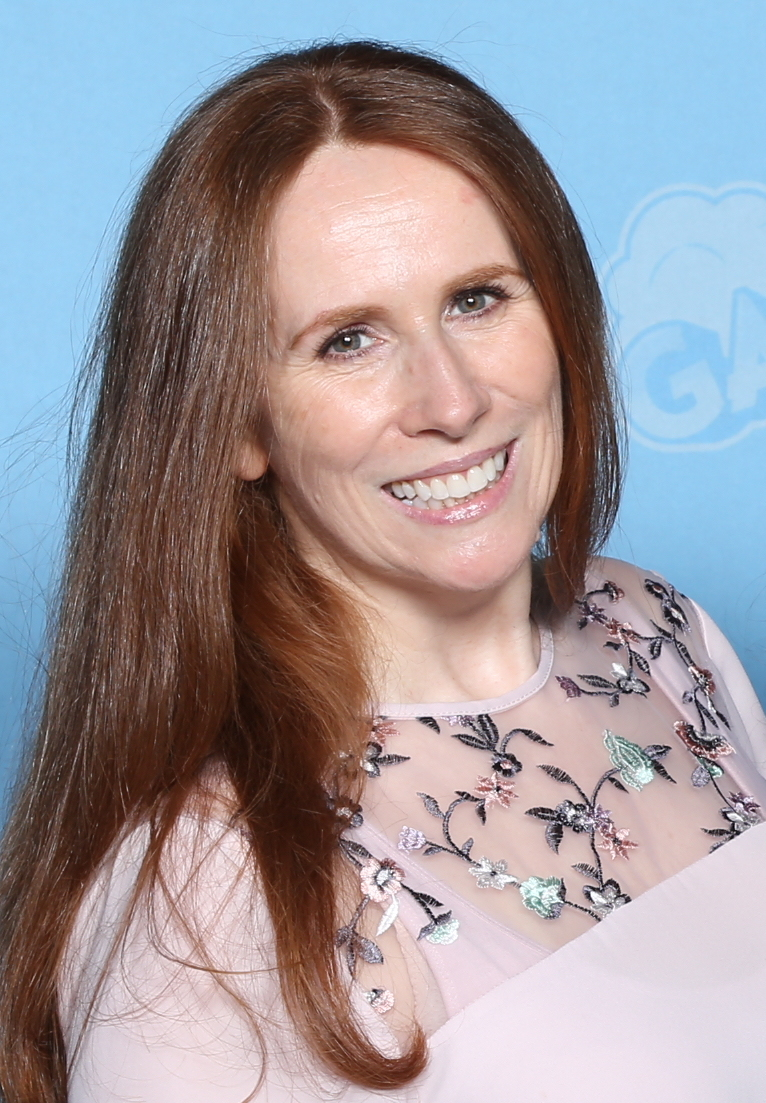
Catherine Tate (2019)

Catherine Tate (* 5. Dezember 1969 in London, England als Catherine Ford) ist eine britische Schauspielerin, Komikerin und Drehbuchautorin. Für ihre Sketch-Show The Catherine Tate Show erhielt sie mehrere Auszeichnungen und war für einen Emmy und vier BAFTA-Awards nominiert. In der britischen Science-Fiction-Serie Doctor Who spielt sie Donna Noble.

## Kindheit und Ausbildung
Tate wurde als Catherine Ford im Londoner Stadtteil Bloomsbury geboren. Ihre Mutter ist Floristin und ihren Vater hat sie nie kennengelernt, da er die Mutter verließ, als sie schwanger war. Seit dem Teenager-Alter wusste Tate, dass sie Schauspielerin werden wollte, und sie verließ die Schule, ohne ihr Abitur zu machen. Drei Jahre lang versuchte sie erfolglos, einen Platz an der Central School of Speech and Drama zu bekommen, bis es ihr schließlich 1990 beim vierten Versuch gelang. Dort studierte sie drei Jahre und lebte in den Londoner Stadtteilen Holborn und Bloomsbury.

## Karriere

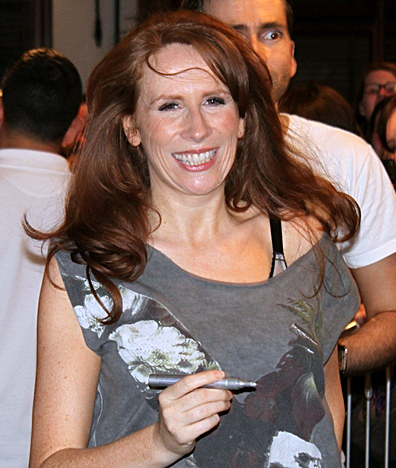
Catherine Tate mit David Tennant vor dem Wyndham’s Theatre, 2011

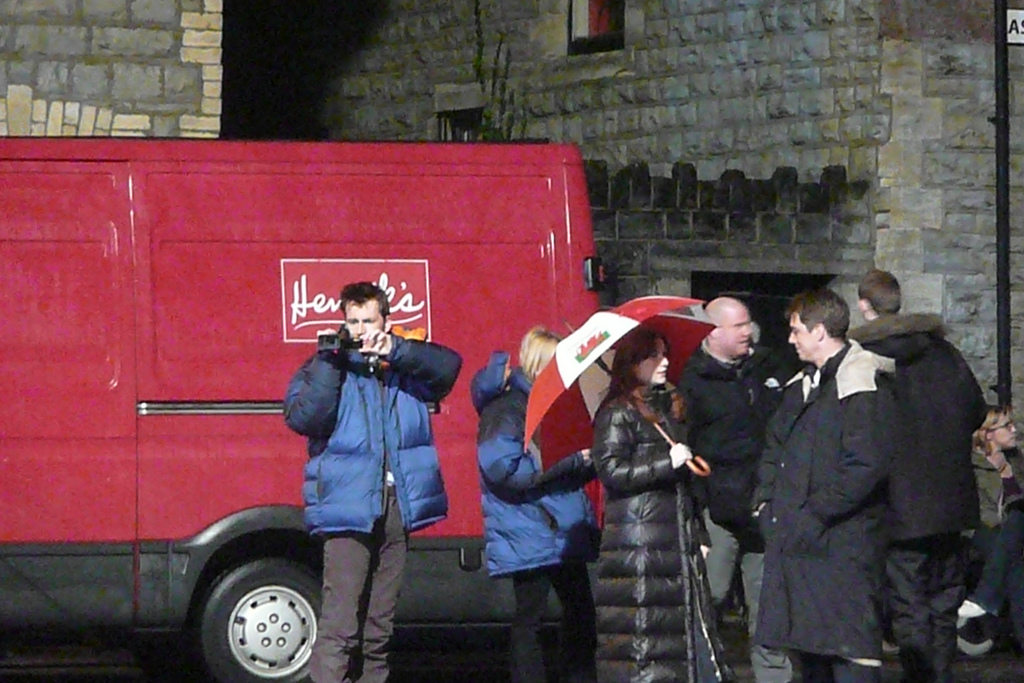
Am Set zu DW: Stolen Earth mit David Tennant, Billie Piper und John Barrowman, 2008

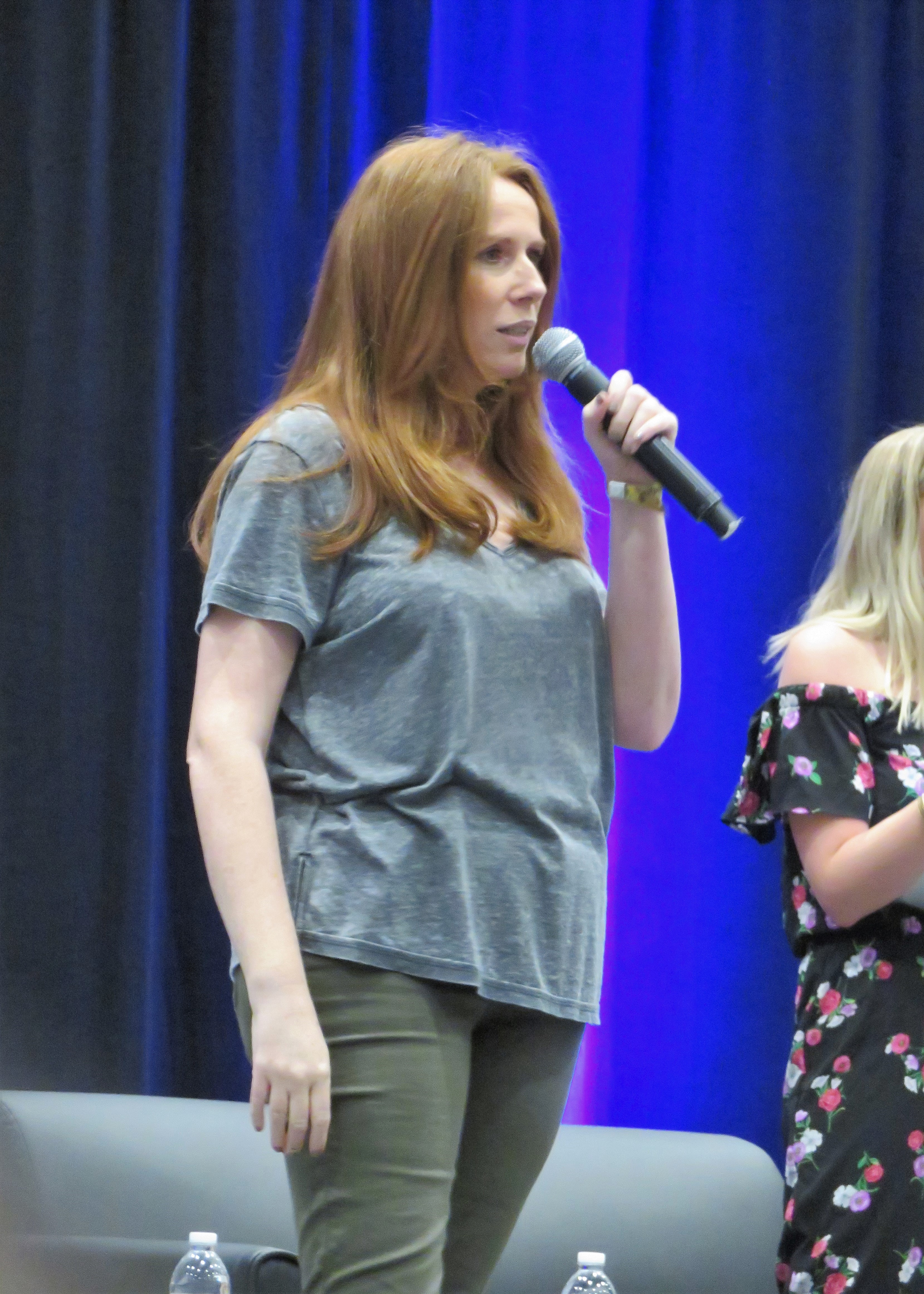
Zu Gast bei der Comic-Convention Wizard World Columbus, 2017

Tate begann ihre Schauspielkarriere mit Rollen in britischen Krimiserien wie The Bill und London’s Burning. Sie fing 1996 an, Stand-up-Comedy zu machen und trat unter anderem am Edinburgh Film Festival 2000 und 2001 auf, wo sie von einem Casting-Direktor entdeckt wurde. In der Folge erhielt sie die Hauptrolle in der britischen Sitcom Wild West neben Dawn French.
Tate trat im Jahr 2000 mit der Royal Shakespeare Company in einer Produktion von A Servant to Two Masters und in The Way of the World am National Theatre auf.
2004 bekam Tate ihre eigene Comedy-Serie, die Catherine Tate Show, die für drei erfolgreiche Staffeln lief. In der Sendung spielt Catherine Tate mehrere unterschiedliche Charaktere wie Chav-Teenager Lauren Cooper oder Joannie Taylor, die Großmutter mit dem schmutzigen Mundwerk. Tate gewann den British Comedy Award als „Best Comedy Newcomer“, erhielt eine BAFTA-Nominierung und trat beim jährlichen BBC Comic Relief als Lauren Cooper auf. Für ihre Leistung in der zweiten Staffel der Catherine Tate Show gewann Tate einen British Comedy Award als „Best British Comedy Actress“.
2005 kehre Catherine Tate zum Theater zurück, um neben Friends-Darsteller David Schwimmer im Londoner West End das Stück Some Girls aufzuführen.
Die dritte Staffel der Catherine Tate Show wurde 2006 ausgestrahlt und gewann den britischen National Television Award als beliebteste Komödie. Tates Catchphrase „Am I bovvered?“ (bovvered, [bɒvəɻɘ:d] spiegelt die Cockney-Aussprache von bothered [bɒðəd] (RP-Soziolekt) wider und bedeutet in etwa: „Wen interessiert’s?“ oder „Juckt/Schert mich das?“), die von ihrer Figur Lauren Cooper in der Sendung verwendet wird, war so populär, dass „bovvered“ zum britischen „Wort des Jahres“ gewählt und sogar einen Eintrag im Oxford English Dictionary erhielt. Für ihre Performance in der Catherine Tate Show erhielt sie insgesamt vier BAFTA Award Nominierungen.
Im Doctor Who Weihnachtsspecial The Runaway Bride spielte sie 2006 Donna Noble, die Begleiterin des zehnten Doktors. Danach hatte sie mehrere Rollen in britischen Kinofilmen wie Starter for 10, Sixty Six und Scenes of a Sexual Nature. Später spielt sie Hauptrollen in Mrs Ratcliffe’s Revolution und Love and Other Disasters.
2008 kehrte Tate zu Doctor Who zurück, um die Rolle der Donna Noble an der Seite von David Tennant während der gesamten vierten Staffel zu spielen. Bei den TV Quick Awards 2008 erhielt sie hierfür die Auszeichnung als beste Schauspielerin und bei den britischen National Television Awards war sie in der Kategorie „Outstanding Drama Performance“ nominiert, hier gewann jedoch ihr Co-Star David Tennant. Da Tennant während der Preisverleihung auf der Bühne des Royal Shakespeare Theatre stand, nahm Tate die Auszeichnung für ihn entgegen. In der Spielpause der RSC-Inszenierung von Hamlet wurde Tennant live zugeschaltet und hielt eine kurze Laudatio auf Catherine Tate.
Bei den Proben zum Theaterstück Under the Blue Sky 2008 am Duke of York’s Theatre in London verletzte sich Tate am Knöchel und trat in den ersten Auftritten mit Krücken auf. 2010 spielte Tate in einer Reihe von Comedy-Kurzfilmen namens Little Crackers, womit sie auch ihr Regiedebüt gab. Sie trat zudem im Theaterstück Season’s Greetings auf. Im Film Gullivers Reisen – Da kommt was Großes auf uns zu spielt sie Königin Isabelle.
Im offiziellen Musikvideo zu „Happy Now“ (Progress) von Take That, das als Comic-Relief-Sketch am Red Nose Day 2011 zum ersten Mal gezeigt wurde, war sie ein Mitglied der Tribute-Band „Fake That“, gemeinsam mit den britischen Comedians Alan Carr, James Corden, John Bishop und David Walliams. Tate übernahm darin die Rolle von Take-That-Mitglied Jason Orange, mit dem sie kurz darauf eine einjährige Beziehung begann.
Im siebten Staffelfinale der Serie Das Büro (US-amerikanisches Remake von The Office) spielte Tate eine Gastrolle als mögliche Nachfolgerin des Chefs Michael Scott. Für die letzten beiden Staffeln erhielt sie dann eine feste Rolle.
Vom 16. Mai bis zum 3. September 2011 trat sie – erneut neben David Tennant – in Shakespeares Komödie Much Ado About Nothing im Londoner Wyndham’s Theatre auf. Die Produktion brach alle Verkaufsrekorde des 1899 eröffneten Theaters und wurde von Kritikern als der „Wohlfühl-Hit des Sommers“ und „Shakespeare mit Verstand und Herz“ beschrieben. Aufgrund der großen Nachfrage wurde das Bühnenstück gefilmt und als Download bereitgestellt.
Seit Doctor Who ist Tate regelmäßig zu Gast bei Internationalen Comic-Conventions wie der San Diego Comic-Con. Dort finden sich unzählige Darsteller, Autoren, Künstler und Filmemacher aus allen Sparten des Science-Fiction- und/oder Fantasy-Genres zusammen und präsentieren neue und alte Werke, außerdem finden Vorpremieren, Autogrammstunden und eine Vielzahl sogenannter Panels statt, bei denen einzelne Prominente sich den Fragen der Fans stellen oder komödiantische Anekdoten zum Besten geben. Tate, die im Gegensatz zu Doctor Who Kollegen wie David Tennant, John Barrowman oder Russell T. Davies nach eigener Aussage in der Science-Fiction-Welt nicht zu Hause ist, wehrt Genre-bezogene Fragen bei den Panels stets scherzhaft ab und steigerte durch den Besuch der Conventions vor allem die internationale Popularität der Catherine Tate Show und insbesondere der Sketch-Figuren Nan und Lauren Cooper („I ain’t bovvered“).
Am 15. April 2022 gab die BBC bekannt, dass Tate gemeinsam mit David Tennant mit Dreharbeiten für die Dr.-Who-Specials zum 60. Jubiläum der Serie im Jahr 2023 begonnen hat, die ab dem 25. November 2023 ausgestrahlt wurden.

## Privatleben
Tate hat eine Tochter (* 2003) mit Theaterinspizient Twig Clark. Sie kam durch einen Notkaiserschnitt zur Welt. Die Familie lebte im Londoner Stadtteil Richmond mit einer Katze und einem Hund, letzterer ein Geschenk des befreundeten Jonathan Ross. Tate und Clark trennten sich 2011, ihre Tochter wächst bei Tate auf. Von März 2011 an war Catherine Tate mit dem Take-That-Mitglied Jason Orange liiert, beide trennten sich im Februar 2012 wieder.
Tate litt infolge der Geburt ihrer Tochter über fast zwei Jahre hinweg an einer post-natalen Depression (PPD). Gelegentlich erleidet sie Panikattacken und depressive Schübe. Grundsätzlich kämpft sie mit depressiven Verstimmungen: „I’m an incredibly negative person, so any form of success is only ever going to be a relief to me and set my default position back to neutral“. All diese Faktoren gelten als Risikofaktoren für PPD. Sie spricht offen darüber, um zur Entstigmatisierung beizutragen.
Tate ist Schirmherrin der Theatergruppe Theatretrain sowie der Laura Crane Youth Cancer Trust seit August 2006. 2011 half sie bei der Gestaltung des neuen Benefiz-Kalenders der Krebshilfe-Stiftung. Sie spricht fließend Französisch.

## Filmografie (Auswahl)
- 1993, 1994: The Bill (Fernsehserie, 3 Episoden)
- 1994: Men Behaving Badly (Fernsehserie, 1 Episode)
- 1998–2002: Big Train (Fernsehserie, verschiedene Hauptrollen)
- 2002–2004: Wild West (Fernsehserie, alle 12 Episoden)
- 2004–2009: The Catherine Tate Show (Fernsehserie, Autorin, Produzentin, diverse Hauptrollen)
- 2005: Bleak House (Fernsehserie, 1 Episode)
- 2005: Agatha Christie’s Marple (Fernsehserie, Folge Ein Mord wird angekündigt (A Murder Is Announced))
- 2006: Starter for 10
- 2006: Sixty Six
- 2006: Love and Other Disasters
- 2006–2010, 2023: Doctor Who (Fernsehserie, Donna Noble in 19 Episoden)
- 2007: Mrs. Ratcliffe’s Revolution
- 2007: Handbuch für Rabenmütter (The Bad Mother’s Handbook)
- 2009: Nan’s Christmas Carol (Fernsehfilm, Weihnachtsspecial der Catherine Tate Show)
- 2010: Little Crackers (Kurzfilme, Regiedebüt und Schauspiel)
- 2010: Gullivers Reisen – Da kommt was Großes auf uns zu (Gulliver’s Travels)
- 2011: Plötzlich Star (Monte Carlo)
- 2011: A Quiet Word With … (Gastauftritt, Folge 2x03)
- 2011–2013: Das Büro (US-Remake von The Office, Fernsehserie, 34 Episoden)
- 2011: Catherine Tate: Laughing at the Noughties (Gastmoderatorin, Folge 1x02 der Fernsehshow Laughing at the …)
- 2013: Khumba (Stimme von Nora, dem Schaf)
- 2013–2014: Big School (Fernsehserie, alle 12 Episoden)
- 2014–2015: Catherine Tate’s Nan (Ablegerserie der Catherine Tate Show)
- 2014: Nativity 3: Dude, Where’s My Donkey?
- 2015: Unity (Dokumentarfilm, Erzählerin)
- 2016: Billionaire Boy (Fernsehfilm)
- 2016: Asterix im Land der Götter (Asterix: The Mansions of the Gods, Stimme der Dulcia)
- 2016: Do Not Disturb
- 2017: Happy Family (Stimme von Baba Yaga)
- 2017: Drunk History (2 Episoden)
- 2017–2021: DuckTales (10 Episoden, Stimme von Gundel Gaukeley)
- 2018: Leading Lady Parts (Fernsehkurzfilm)
- 2021: Happy Family 2
- 2022: The Nan Movie
- 2022: Hard Cell (Fernsehserie, alle 6 Episoden)
- 2023: Queen of Oz (Fernsehserie, alle 6 Episoden)

## Theaterstücke
Theater ohne nähere Ortsbezeichnung liegen im Londoner Theaterbezirk West End.
| Jahr      | Titel                                       | Rolle                               | Ensemble/Theater                         |
| --------- | ------------------------------------------- | ----------------------------------- | ---------------------------------------- |
| 1995      | The Way of the World                        |                                     | Royal National Theatre                   |
| 1996      | The Prince’s Play                           | Kellnerin                           | Royal National Theatre                   |
| 2000      | New Bits                                    | diverse Rollen                      | Edinburgh Festival                       |
| 2000      | A Servant to Two Masters                    | Smeraldina                          | Royal Shakespeare Company, RST           |
| 2005      | Some Girl(s)                                | Sam                                 | Gielgud Theatre                          |
| 2005      | Royal Variety Performance                   | Lauren Cooper (Catherine Tate Show) | Wales Millennium Centre                  |
| 2006      | The Exonerated                              | Sunny Jacobs                        | Riverside Studios                        |
| 2008      | Under The Blue Sky                          | Michelle                            | Duke of York’s Theatre                   |
| 2010–2011 | Season’s Greetings                          | Belinda                             | Royal National Theatre                   |
| 2011      | Viel Lärm um Nichts                         | Beatrice                            | RSC, Wyndham’s Theatre                   |
| 2011      | Sixty Six Books                             | Gott                                | Bush Theatre                             |
| 2012      | 24 Hour Plays                               | diverse Rollen                      | American Airlines Theatre, Broadway      |
| 2014–2015 | Assassins                                   | Sara Jane Moore                     | Menier Chocolate Factory                 |
| 2015      | The Vote                                    | Kirsty Henderson                    | Donmar Warehouse                         |
| 2016      | Miss Atomic Bomb                            | Myrna                               | The Other Place (ehem. St James Theatre) |
| 2016      | The Catherine Tate Show: Live (Sketch-Show) | diverse Rollen                      | UK-Tournee                               |

## Radio, Hörbücher, Hörspiele
- 2008: The Forever Trap (Hörbuch, Erzählerin)
- 2009: The Nemonite Invasion (Hörbuch, Erzählerin)
- 2009–2010: The Jonathan Ross Show (BBC Radio 2, Gast-DJ)
- 2016: Doctor Who (drei Big Finish-Hörspiele, Stimme der Donna Noble)

## Auszeichnungen
Wo nicht anders bezeichnet, bezieht sich die Auszeichnung auf die Catherine Tate Show.
- 2004: British Comedy Award – Best Comedy Newcomer (gewonnen)
- 2004: British Comedy Award – Best TV Comedy Actress (nominiert)
- 2005: British Comedy Award – Best TV Comedy Actress (nominiert)
- 2005: British Comedy Award – People’s Choice Award (erhielt die meisten Stimmen, der Award ging fälschlicherweise an Ant & Dec. Catherine Tate erhielt den Award nachträglich 2008)[31]
- 2005: International Emmy – Best Performance by an Actress[14]
- 2005: BAFTA TV Award – Best New Writer (nominiert)
- 2005: BAFTA TV Award – Comedy Programme or Series Award (nominiert)
- 2006: Royal Television Society Award – Best Comedy Performance (gewonnen)
- 2006: British Comedy Award – Best TV Comedy Actress (gewonnen)
- 2006: BAFTA TV Award – Best Comedy Performance (nominiert)
- 2007: National Television Awards – Most Popular Comedy Programme (gewonnen)
- 2007: BAFTA TV Award – Best Comedy Programme (nominiert)
- 2008: National Television Awards – Outstanding Drama Performance (für Doctor Who, nominiert)
- 2008: TV Quick Award – Best Actress in a Drama Series (für Doctor Who, gewonnen)[32]
- 2008: Nickelodeon’s UK Kids Choice Awards – Funniest Person (nominiert)
- 2008: Nickelodeon’s UK Kids Choice Awards – Best TV Actress (für Doctor Who, nominiert)
- 2009: Constellation Awards – Best Female Performance in a SciFi TV Episode (gewonnen)
- 2011: BAFTA TV Award – Best Comedy Programme (für Catherine Tate’s Little Cracker, nominiert)